# MNC Dordrecht
MNC Dordrecht is een vereniging in de stad Dordrecht, in de Nederlandse provincie Zuid-Holland, die de mogelijkheid biedt tot het beoefenen van de sporten waterpolo en wedstrijdzwemmen. Daarnaast kent de vereniging een grote afdeling voor het geven van zwemlessen. MNC Dordrecht is aangesloten bij de KNZB, District IV en de kring Rotterdam.

## Historie
MNC Dordrecht is ontstaan uit de twee Dordtse verenigingen Merwede zwemclub en R.K. Zwem- & Polovereniging Nautilus. De fusievereniging is op 26 mei 2000 opgericht. De eerste officiële naam was SGD ook wel Start Gemeenschap Dordrecht. Later is MNC (Merwede Nautilus Combinatie) de officiële naam geworden. Met ongeveer 1100 leden is MNC Dordrecht een van de grootste zwem- en waterpoloverenigingen van Nederland.

## Waterpolo
Na de fusie is de vereniging blijven groeien, met als resultaat dat er in het seizoen 2011-2012 met 28 teams werd uitgekomen in de competities op alle verschillende niveaus. Er zijn acht herenteams waarvan het eerste herenteam, na promotie aan het einde van het seizoen 2009-2010, uitkwam in de Eredivisie, echter in het seizoen 2015-2016 een stap terug moest doen naar de Eerste divisie, wegens het vertrekken van veel spelers. 
Er zijn vier damesteams waarvan het eerste damesteam uitkomt in de eerste klasse en zestien jeugdteams in het seizoen 2016-2017 van de A tot en met F leeftijdsklasses. 
In het seizoen 2022-2023 promoveerde het eerste team terug naar de eredivisie voor het eerst in acht jaar zal MNC weer vertegenwoordigd worden in de Eredivisie in het seizoen 2023-2024

## Overzichtslijsten competitieresultaten Waterpolo

### Competitieresultaten van Heren 1 sinds 2013
- 2013 8e
Eredivisie
- 2014 8e
Eredivisie
- 2015 11e
Eredivisie
- 2016
Derde divisie
- 2017 6e
Eerste divisie
- 2018 6e
Eerste divisie
- 2019 4e
Eerste divisie
- 2020 3e
Eerste divisie
- 2021 1e
Eerste divisie
- 2022 2e
Eerste divisie
- 2023 1e
Eerste divisie
- 2024 10e
Eredivisie
- 2025 11e
Eredivisie

- Eredivisie
- Eerste divisie
- Tweede divisie
- Derde divisie

### Competitieresultaten van Dames 1 sinds 2015
- 2015 8e
Eerste divisie
- 2016 4e
Eerste divisie
- 2017 2e
Eerste divisie
- 2018 4e
Eerste divisie
- 2019 4e
Eerste divisie
- 2020 2e
Eerste divisie
- 2021 2e
Eerste divisie
- 2022 2e
Eerste divisie
- 2023 4e
Eerste divisie
- 2024 3e
Eerste divisie
- 2025 3e
Eerste divisie

- Eerste divisie

## Wedstrijdzwemmen
Bij het wedstrijdzwemmen waren er twee teams actief tijdens het seizoen 2011-2012. Het eerste team komt uit op het hoogste nationale niveau. In het verleden zijn bekende zwemmers actief geweest bij MNC Dordrecht, bijvoorbeeld Inge de Bruijn en Maarten van der Weijden.

## Leszwemmen
MNC Dordrecht geeft zwemlessen volgens het Zwem-ABC. Vanaf de leeftijd van 4 jaar en 9 maanden kunnen de kinderen deelnemen aan de zwemlessen. Beginnend bij diploma A kan men vervolgens diploma B en C halen, gevolgd door de diploma's zwemvaardigheid 1, 2 en 3. Ook het deelnemen aan het keuzepakket snorkelduiken behoort tot de mogelijkheden.